# Humphreys County (Mississippi)
Humphreys County je okres ve státě Mississippi v USA. K roku 2010 zde žilo 9 375 obyvatel. Správním městem okresu je Belzoni. Celková rozloha okresu činí 1 117 km².